# Gesche Tebbenhoff
Gesche Tebbenhoff (* 28. Januar 1966 in Osnabrück) ist eine deutsche Schauspielerin und Yogalehrerin.

## Leben
Nach dem Abitur beabsichtigte Tebbenhoff zunächst ein Studium  der Theaterwissenschaften und Medienwissenschaften aufzunehmen. Während der Wartezeit auf einen Studienplatz legte sie erfolgreich die Aufnahmeprüfung an der Schauspielschule Bochum, ehemals Westfälische Schauspielschule, ab und absolvierte dann von 1986 bis 1989 in Bochum ihre Schauspielausbildung.
Am Anfang ihrer Karriere als Schauspielerin standen verschiedene Theaterengagements. Ein erstes Engagement erhielt Tebbenhoff an den Städtischen Bühnen Münster. Weitere Engagements folgten bis 1996 unter anderem am Staatstheater Saarbrücken und am Schauspielhaus Bochum.
1994 gab sie ihr Kinofilm-Debüt in dem Film Freundinnen von Heiko Schier. Es folgte 1996 eine Rolle in der Komödie Workaholic, bei dem Sharon von Wietersheim Regie führte. Das ZDF besetzte Tebbenhoff außerdem 1997 in dem Fernsehfilm Wind der Hoffnung, aus der Fernsehreihe Rosamunde Pilcher.
Es folgten zahlreiche weitere Fernsehrollen. Sie übernahm dabei mehrere durchgehende Serienrollen, wiederkehrende Episodenrollen und auch Gastrollen. Eine wiederkehrende Serienrolle hatte sie von 1998 bis 1999 als Vera Wächter in der Medicopter 117 – Jedes Leben zählt. Bekanntheit erlangte Tebbenhoff vor allem in der Rolle der Privatdetektivin Kerstin Spenger in der Serie Sperling, wo sie von 2000 bis 2003 an der Seite von Dieter Pfaff dessen Assistentin spielte. 2002 übernahm sie für zwei Folgen die Rolle der Rechtsanwältin Susanne Horn bei Edel und Starck.
Gesche Tebbenhoff ist mit ihrem Schauspielerkollegen Manfred Stücklschwaiger verheiratet. Das Paar hat eine gemeinsame Tochter und einen Sohn. 2008 schloss Tebbenhoff eine Ausbildung zur Yogalehrerin ab. 2011 gründete sie mit ihrem Mann eine Firma für Yoga und Coaching.

## Filmografie (Auswahl)
- 1994: Freundinnen (Fernsehfilm)
- 1996: Workaholic
- 1996: Die Wache (Fernsehserie, Folge 3x06)
- 1996–1999: Balko (Fernsehserie, Folgen 2x02, 4x16)
- 1997: Rosamunde Pilcher – Wind der Hoffnung
- 1998: Gigolo – Bei Anruf Liebe (Fernsehfilm)
- 1998: Julia – Kämpfe für deine Träume! (Fernsehfilm)
- 1998: Das Amt – Die Powerfrau
- 1998–1999: Medicopter 117 – Jedes Leben zählt (Fernsehserie, sechs Folgen)
- 1999: Zärtliche Begierde (Fernsehfilm)
- 1999: Das Geheimnis des Rosengartens
- 1999: Der Tod in deinen Augen (Fernsehfilm)
- 1999: SK Kölsch (Fernsehserie, Folge 1x06)
- 1999: Tatort – Norbert
- 1999–2000: SOKO 5113 (Fernsehserie, Folgen 16x13, 19x04)
- 2000: Nesthocker – Familie zu verschenken (Fernsehserie, Folgen Pilotfolge, 1x05)
- 2000: Rosa Roth (Fernsehserie, Folge 1x11)
- 2000: Im Namen des Gesetzes (Fernsehserie, Folge 5x11)
- 2000–2003: Sperling (Fernsehserie, fünf Folgen)
- 2000: Route 69
- 2001: Kommissar Rex (Fernsehserie, Folge 7x04)
- 2002: Die Rosenheim-Cops (Fernsehserie, Folge 1x07)
- 2002: Edel und Starck (Fernsehserie, Folgen 1x06, 1x10)
- 2003: Die Sitte (Fernsehserie, Folge 1x06)
- 2003: Der Bulle von Tölz (Fernsehserie, Folge 1x44)
- 2004: Das unbezähmbare Herz (Fernsehfilm)
- 2008: Dr. Psycho – Die Bösen, die Bullen, meine Frau und ich (Fernsehserie, Folge 2x07)
- 2010: Pfarrer Braun – Kur mit Schatten
- 2010: SOKO Köln (Fernsehserie, Folge 6x26)
- 2010: Rock It!
- 2010: Küstenwache (Fernsehserie, Folge 14x08)
- 2012: Auf Herz und Nieren (Fernsehserie, Folge 1x01)
- 2014: Tatort – Der Hammer
- 2018: Klassentreffen 1.0